# Moisissure des neiges

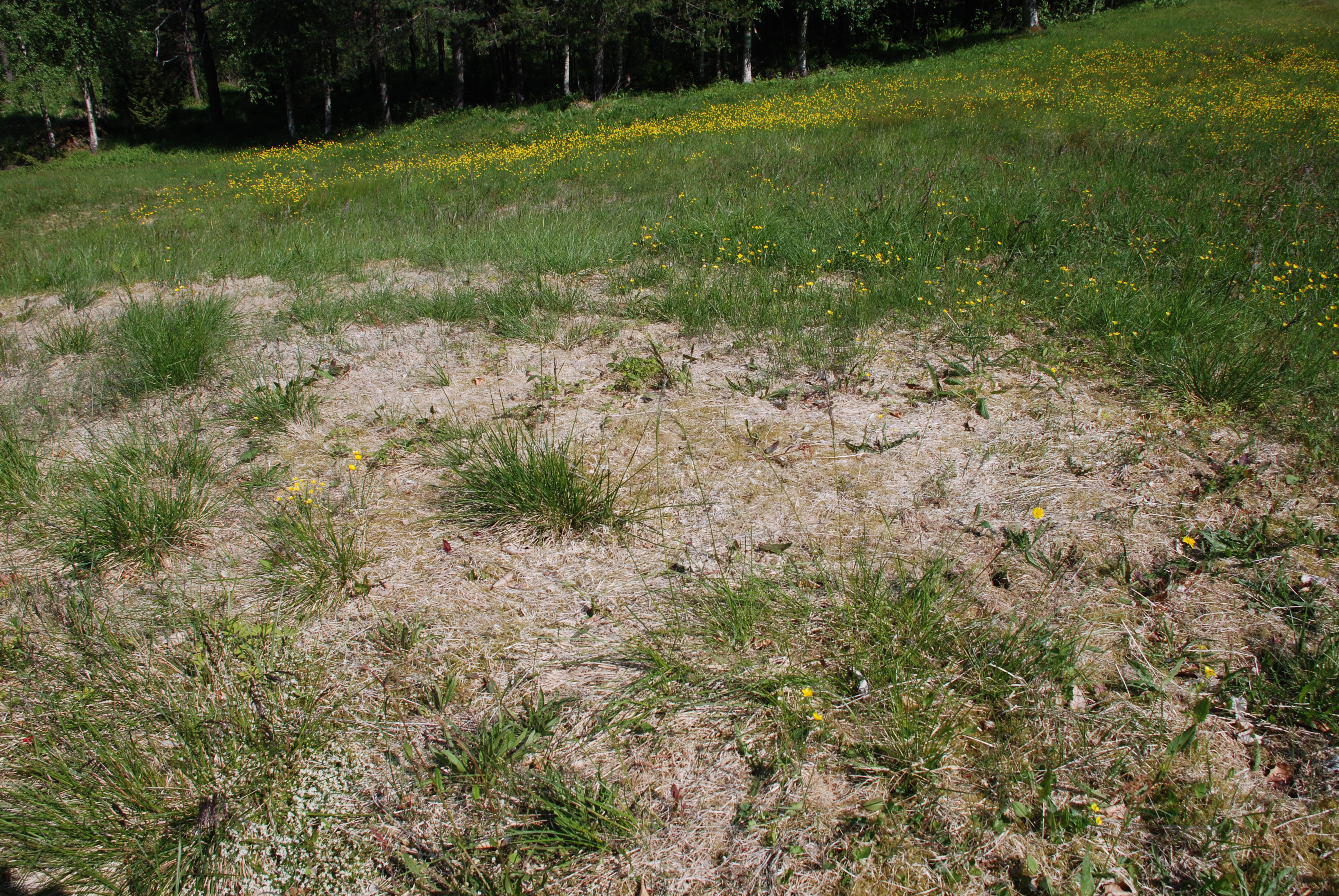
Moisissure des neiges dans une pelouse. Probablement due à Monographella nivalis.

La moisissure des neiges est une sorte de Fusariose, cette dernière étant une maladie fongique qui s'attaque aux pelouses, mais aussi particulièrement redoutée en céréaliculture biologique. La moisissure des neiges se développe entre 1 et 5 degrés par temps humide ou au printemps, souvent sous la neige. Elle peut se développer toute l'année, selon les conditions favorables sous forme de taches circulaires, brunes puis blanchâtres, de 25 à 30 cm de diamètre.

## Différentes sortes
On distingue :
- la moisissure rose des neiges, provoquée par Monographella nivalis, une espèce de champignons ascomycètes de l'ordre des Xylariales[3].
- la moisissure grise des neiges, provoquée notamment par des Typhulaceae de l'ordre des Agaricales : Typhula incarta et Typhula ishikariensis[4].

Cette moisissure des neiges peut aussi être due à d'autres espèces d'agents pathogènes comme Coprinus psychromorbidus ou Myriosclerotinia borealis.

## Prévention
La lutte préventive consiste avant tout à semer des espèces résistantes et à éviter la stagnation de l'humidité sous la couche de neige.